# First Division 1951-1952
La First Division 1951-1952 è stata la 53ª edizione della massima serie del campionato inglese di calcio, disputato tra il 18 agosto 1951 e il 3 maggio 1952 e concluso con la vittoria del Manchester Utd, al suo terzo titolo.
Capocannoniere del torneo è stato George Robledo (Newcastle Utd) con 33 reti.

## Stagione

### Novità
Al posto delle retrocesse Sheffield Weds ed Everton sono saliti dalla Second Division il Preston N.E. e il Manchester City.

## Squadre partecipanti
| Squadra           | Stagione | Città               | Stadio           | Stagione precedente                   |
| ----------------- | -------- | ------------------- | ---------------- | ------------------------------------- |
| Arsenal           | dettagli | Londra              | Highbury         | 5º posto in First Division            |
| Aston Villa       | dettagli | Birmingham          | Villa Park       | 15º posto in First Division           |
| Blackpool         | dettagli | Blackpool           | Bloomfield Road  | 3º posto in First Division            |
| Bolton            | dettagli | Bolton              | Burnden Park     | 8º posto in First Division            |
| Burnley           | dettagli | Burnley             | Turf Moor        | 10º posto in First Division           |
| Charlton          | dettagli | Londra              | The Valley       | 17º posto in First Division           |
| Chelsea           | dettagli | Londra              | Stamford Bridge  | 20º posto in First Division           |
| Derby County      | dettagli | Derby               | Baseball Ground  | 11º posto in First Division           |
| Fulham            | dettagli | Londra              | Craven Cottage   | 18º posto in First Division           |
| Huddersfield Town | dettagli | Huddersfield        | Leeds Road       | 19º posto in First Division           |
| Liverpool         | dettagli | Liverpool           | Anfield          | 9º posto in First Division            |
| Manchester City   | dettagli | Manchester          | Maine Road       | 2º posto in Second Division, promosso |
| Manchester Utd    | dettagli | Manchester          | Old Trafford     | 2º posto in First Division            |
| Middlesbrough     | dettagli | Middlesbrough       | Ayresome Park    | 6º posto in First Division            |
| Newcastle Utd     | dettagli | Newcastle upon Tyne | St James' Park   | 4º posto in First Division            |
| Portsmouth        | dettagli | Portsmouth          | Fratton Park     | 7º posto in First Division            |
| Preston N.E.      | dettagli | Preston             | Deepdale         | 1º posto in Second Division, promosso |
| Stoke City        | dettagli | Stoke-on-Trent      | Victoria Ground  | 13º posto in First Division           |
| Sunderland        | dettagli | Sunderland          | Roker Park       | 12º posto in First Division           |
| Tottenham         | dettagli | Londra              | White Hart Lane  | 1º posto in First Division            |
| West Bromwich     | dettagli | West Bromwich       | The Hawthorns    | 16º posto in First Division           |
| Wolverhampton     | dettagli | Wolverhampton       | Molineux Stadium | 14º posto in First Division           |

## Classifica finale
|       | Pos. | Squadra           | Pt | G  | V  | N  | P  | GF | GS | Med   |
| ----- | ---- | ----------------- | -- | -- | -- | -- | -- | -- | -- | ----- |
|       | 1.   | Manchester Utd    | 57 | 42 | 23 | 11 | 8  | 95 | 52 | 1.827 |
|       | 2.   | Tottenham         | 53 | 42 | 22 | 9  | 11 | 76 | 51 | 1.490 |
|       | 3.   | Arsenal           | 53 | 42 | 21 | 11 | 10 | 80 | 61 | 1.311 |
|       | 4.   | Portsmouth        | 48 | 42 | 20 | 8  | 14 | 68 | 58 | 1.172 |
|       | 5.   | Bolton            | 48 | 42 | 19 | 10 | 13 | 65 | 61 | 1.066 |
|       | 6.   | Aston Villa       | 47 | 42 | 19 | 9  | 14 | 79 | 70 | 1.129 |
|       | 7.   | Preston N.E.      | 46 | 42 | 17 | 12 | 13 | 74 | 54 | 1.370 |
| [ 2 ] | 8.   | Newcastle Utd     | 45 | 42 | 18 | 9  | 15 | 98 | 73 | 1.342 |
|       | 9.   | Blackpool         | 45 | 42 | 18 | 9  | 15 | 64 | 64 | 1.000 |
|       | 10.  | Charlton          | 44 | 42 | 17 | 10 | 15 | 68 | 63 | 1.079 |
|       | 11.  | Liverpool         | 43 | 42 | 12 | 19 | 11 | 57 | 61 | 0.934 |
|       | 12.  | Sunderland        | 42 | 42 | 15 | 12 | 15 | 70 | 61 | 1.148 |
|       | 13.  | West Bromwich     | 41 | 42 | 14 | 13 | 15 | 74 | 77 | 0.961 |
|       | 14.  | Burnley           | 40 | 42 | 15 | 10 | 17 | 56 | 63 | 0.889 |
|       | 15.  | Manchester City   | 39 | 42 | 13 | 13 | 16 | 58 | 61 | 0.951 |
|       | 16.  | Wolverhampton     | 38 | 42 | 12 | 14 | 16 | 73 | 73 | 1.000 |
|       | 17.  | Derby County      | 37 | 42 | 15 | 7  | 20 | 63 | 80 | 0.787 |
|       | 18.  | Middlesbrough     | 36 | 42 | 15 | 6  | 21 | 64 | 88 | 0.727 |
|       | 19.  | Chelsea           | 36 | 42 | 14 | 8  | 20 | 52 | 72 | 0.722 |
|       | 20.  | Stoke City        | 31 | 42 | 12 | 7  | 23 | 49 | 88 | 0.557 |
|       | 21.  | Huddersfield Town | 28 | 42 | 10 | 8  | 24 | 49 | 82 | 0.598 |
|       | 22.  | Fulham            | 27 | 42 | 8  | 11 | 23 | 58 | 77 | 0.753 |

Legenda:
      Campione d'Inghilterra.
      Retrocessa in Second Division.
Regolamento:
Due punti a vittoria, uno a pareggio, zero a sconfitta.
A parità di punti le squadre venivano classificate secondo il quoziente reti.

## Statistiche

### Squadre

#### Capoliste solitarie
Fonte:
|    | ——  | —— | —— | ——     | ——     | —— | ——  | —— | ——  | ——  | ——  | ——  | ——  | ——  | ——         | ——         | ——         | ——         | ——         | ——         | ——         | ——         | ——         | ——         | ——         | ——         | ——         | ——  | ——             | ——             | ——             | ——             | ——             | ——  | ——             | ——             | ——             | ——             | ——             | ——             | ——             | —— |  |
|    | PNE |    |    | Bolton | Bolton |    | Por | MU | AV  | Bol |     | Por |     |     | Portsmouth | Portsmouth | Portsmouth | Portsmouth | Portsmouth | Portsmouth | Portsmouth | Portsmouth | Portsmouth | Portsmouth | Portsmouth | Portsmouth | Portsmouth |     | Manchester Utd | Manchester Utd | Manchester Utd | Manchester Utd | Manchester Utd |     | Manchester Utd | Manchester Utd | Manchester Utd | Manchester Utd | Manchester Utd | Manchester Utd | Manchester Utd |    |  |
|    |     |    |    |        |        |    |     |    |     |     |     |     |     |     |            |            |            |            |            |            |            |            |            |            |            |            |            |     |                |                |                |                |                |     |                |                |                |                |                |                |                |    |  |
|    |     |    |    |        |        |    |     |    |     |     |     |     |     |     |            |            |            |            |            |            |            |            |            |            |            |            |            |     |                |                |                |                |                |     |                |                |                |                |                |                |                |    |  |
| 1ª | 2ª  | 3ª | 4ª | 5ª     | 6ª     | 7ª | 8ª  | 9ª | 10ª | 11ª | 12ª | 13ª | 14ª | 15ª | 16ª        | 17ª        | 18ª        | 19ª        | 20ª        | 21ª        | 22ª        | 23ª        | 24ª        | 25ª        | 26ª        | 27ª        | 28ª        | 29ª | 30ª            | 31ª            | 32ª            | 33ª            | 34ª            | 35ª | 36ª            | 37ª            | 38ª            | 39ª            | 40ª            | 41ª            | 42ª            |    |  |

### Individuali

#### Classifica marcatori
Fonte:
| Gol | Rigori |  | Giocatore       | Squadra        |
| --- | ------ |  | --------------- | -------------- |
| 33  |        |  | George Robledo  | Newcastle Utd  |
| 32  | 1      |  | Ronnie Allen    | West Bromwich  |
| 30  | 1      |  | Jack Rowley     | Manchester Utd |
| 26  |        |  | Johnny Dixon    | Aston Villa    |
| 26  |        |  | Stan Mortensen  | Blackpool      |
| 24  |        |  | Charlie Wayman  | Preston N.E.   |
| 23  |        |  | Doug Lishman    | Arsenal        |
| 23  | 3      |  | Jackie Milburn  | Newcastle Utd  |
| 22  |        |  | Stan Pearson    | Manchester Utd |
| 22  |        |  | Len Shackleton  | Sunderland     |
| 22  |        |  | Charlie Vaughan | Charlton       |
| 22  | 1      |  | Trevor Ford     | Sunderland     |
| 19  |        |  | Les Bennett     | Tottenham      |
| 19  | 2      |  | Billy Liddell   | Liverpool      |
| 18  |        |  | Billy Morris    | Burnley        |